# Primeira etapa de São Paulo da Stock Car Brasil de 2006
A Etapa de São Paulo foi a primeira corrida da temporada de 2006 da Stock Car Brasil. O vencedor foi Cacá Bueno.

## Corrida
| Pos | Nº | Piloto             | Equipe | Voltas | Tempo/Aband. | Grid | Pontos |
| --- | -- | ------------------ | ------ | ------ | ------------ | ---- | ------ |
| 1   |    | Cacá Bueno         |        | 26     | 50min44s598  |      | 25     |
| 2   |    | Hoover Orsi        |        | 26     | +1s824       |      | 20     |
| 3   |    | Rodrigo Sperafico  |        | 26     | +1s932       |      | 16     |
| 4   |    | Felipe Maluhy      |        | 26     | +2s875       |      | 14     |
| 5   |    | Ingo Hoffmann      |        | 26     | +4s244       |      | 12     |
| 6   |    | Giuliano Losacco   |        | 26     | +5s389       |      | 10     |
| 7   |    | Alceu Feldmann     |        | 26     | +5s807       |      | 9      |
| 8   |    | Thiago Camilo      |        | 26     | +7s831       |      | 8      |
| 9   |    | Antonio Jorge Neto |        | 26     | +8s955       |      | 7      |
| 10  |    | Ricardo Mauricio   |        | 26     | +9s704       |      | 6      |
| 11  |    | Duda Pamplona      |        | 26     | +10s802      |      | 5      |
| 12  |    | Jader David        |        | 26     | +11s217      |      | 4      |
| 13  |    | Gualter Salles     |        | 26     | +14s532      |      | 3      |
| 14  |    | Guto Negrão        |        | 26     | +15s332      |      | 2      |
| 15  |    | Chico Serra        |        | 26     | +18s938      |      | 1      |
| 16  |    | Adalberto Jardim   |        | 26     | +21s034      |      |        |
| 17  |    | Wanderley Reck Jr  |        | 26     | +21s290      |      |        |
| 18  |    | Christian Conde    |        | 26     | +21s581      |      |        |
| 19  |    | Ricardo Etchenique |        | 26     | +26s710      |      |        |
| 20  |    | Rogério Santos     |        | 26     | +34s687      |      |        |
| 21  |    | Mano Rola          |        | 26     | +36s723      |      |        |